# Zlatin Georgiev
Pour les articles homonymes, voir Georgiev.
Zlatin Georgiev, (en bulgare : Златин Георгиев), né le 22 mai 1985 à Sofia, en Bulgarie, est un joueur bulgare de basket-ball, évoluant au poste d'arrière.